# Siebentrappenmühle
Die meist Siebentrappenmühle und früher auch Göhnssche Mühle genannte Benther Windmühle ist eine Windmühle in der Ortslage Sieben Trappen von Benthe, einem Stadtteil von Ronnenberg in der Region Hannover in Niedersachsen.
Die 1950 stillgelegte Mühle steht unter Denkmalschutz.

## Geschichte
Die Mühle wurde 1855 etwa einen Kilometer südlich von Benthe auf vom Benther Berg nach Süden abfallenden Gelände in der Nähe der Nenndorfer Landstraße errichtet.
Nach dem  Müller und seinen beiden Nachfolgern während der Betriebsjahre wurde die Benther Windmühle auch Göhnssche Mühle genannt.
Unmittelbar an der Landstraße errichtete die Familie Göhns bald darauf das Gasthaus Zum Sieben Trappen. Von einer Sage zu den hier seit 1858 gesammelten Kreuzsteinen wurden der Name der entstehenden Ortslage und die Bezeichnung Siebentrappenmühle abgeleitet.
Bis 1950 wurde in der Siebentrappenmühle Getreide gemahlen.

## Beschreibung

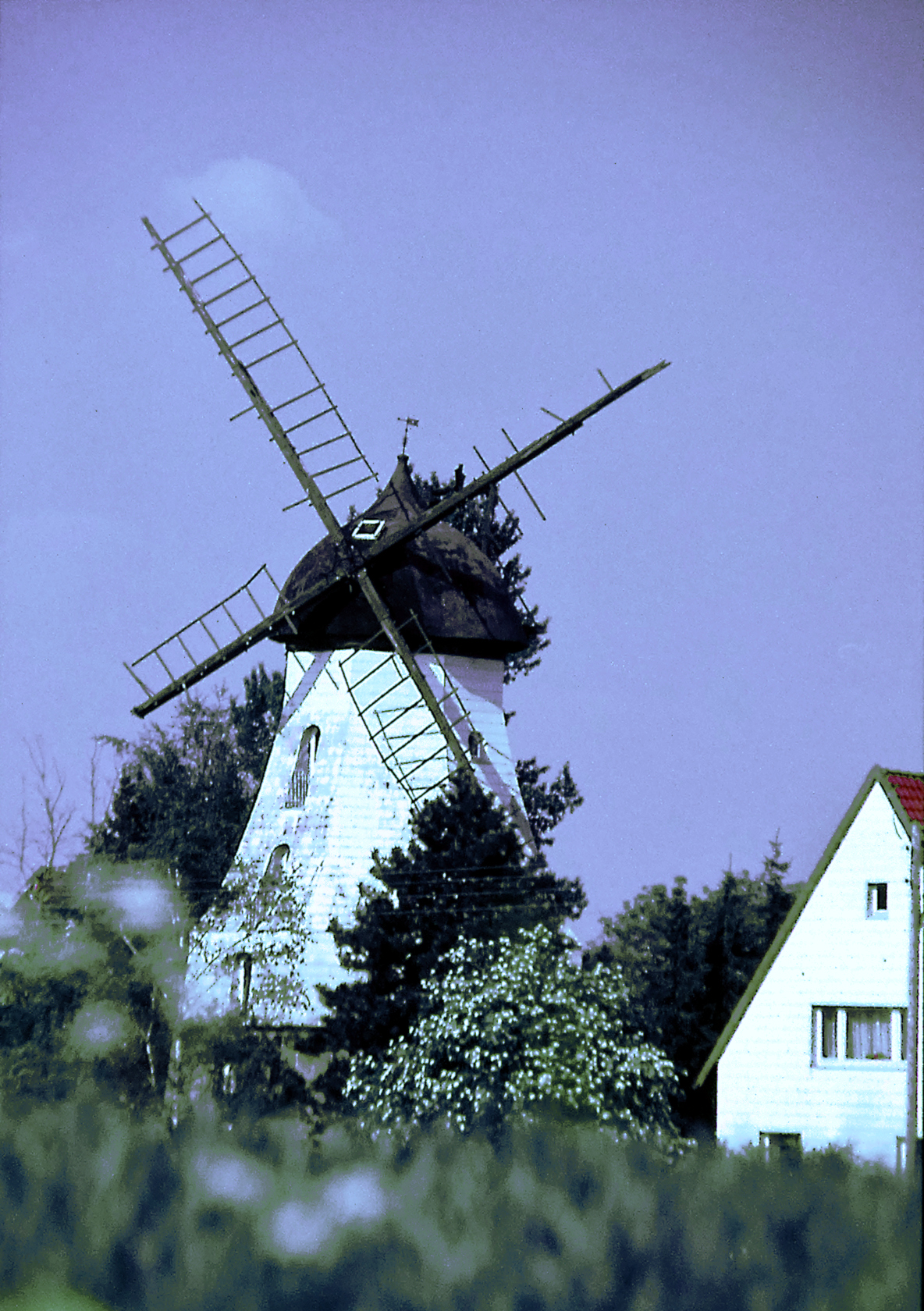
1989: Siebentrappenmühle ohne Galerie und mit baufälligen Flügeln

Die Siebentrappenmühle ist eine viergeschossige Holländerkappenwindmühle.
Der zweigeschossige massive Unterbau ist als Quadermauerwerk aus Wealdensandstein errichtet.
Die achteckige taillierte Turmholländerwindmühle hatte ursprünglich eine bootsförmige Kappe, Segelgatterflügeln und zur Windrichtungsnachführung einen Steert. Nach einem Umbau hatte sie eine Zwiebelkappe, Jalousieklappenflügel und als Windrichtungsnachführung eine Windrose.
Die Mühle hatte einen Mahlgang und zwei Schrotgänge.
Die Kraftübertragung erfolgte mittels einer hölzernen Königswelle. Zur Mühlentechnik gehörten ein Fahrstuhl und ein Sechskantsichter.
1900 wurde ein Hilfsmotor für windschwache Zeiten installiert.
Die Siebentrappenmühle wurde Anfang der 1970er Jahre zu einem Wohnhaus umgebaut.
Dabei wurde die technische Ausstattung der Mühle entfernt.
1995 wurden eine neue Galerie, eine Windrose und Segelgatterflügel aus Stahl angebracht.
Etwa im Jahr 2010 wurde die zuvor ausgeblichene Verkleidung des Mühlenkörpers durch dunkle Platten ersetzt.

## Denkmalschutz
An der Erhaltung der Benther Siebentrappenmühle besteht aufgrund des geschichtlichen Zeugnis- und Schauwertes sowie des städtebaulich weiträumig prägenden Einflusses auf ihre Umgebung ein öffentliches Interesse.